# Zonitoschema bradleyi
Zonitoschema bradleyi is een keversoort uit de familie van oliekevers (Meloidae). De wetenschappelijke naam van de soort is voor het eerst geldig gepubliceerd in 1981 door Mohamedsaid.